# Séraphin (Bible)
Pour les articles homonymes, voir Séraphin.

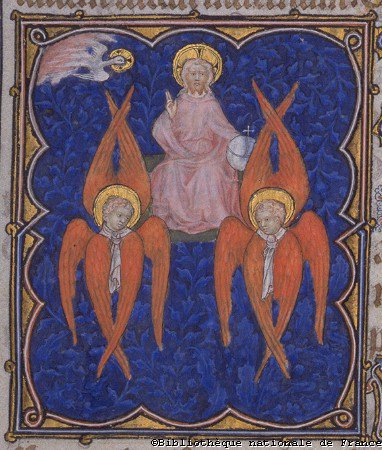
Dieu entouré de séraphins, dans Les Petites Heures de Jean de Berry.

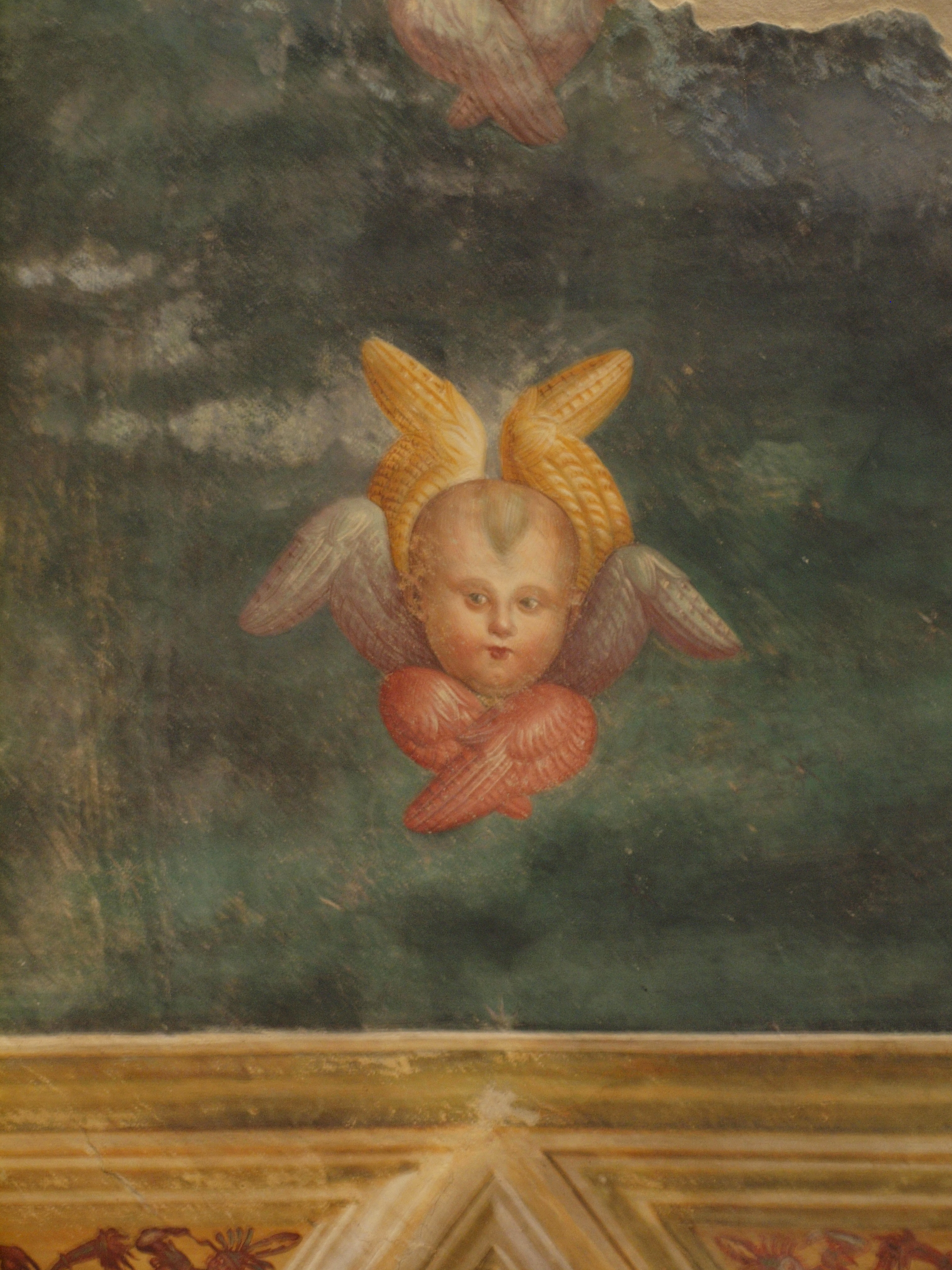
Un séraphin (Le Pérugin).

Les séraphins sont des créatures célestes ailées, possédant trois paires d'ailes, que l'on trouve dans la Bible autour du trône de Dieu.

## Origine et historique
Le mot hébreu seraphim, au singulier seraph, est un nom pluriel dérivé du verbe[réf. nécessaire] saraph, qui signifie « brûlant ».  Le terme hébreu seraphim veut donc dire littéralement « les brûlants ». D'autres sens possibles du mot saraf peuvent être « qui cause une inflammation », ou  « venimeux », comme dans Deutéronome (parachat Eqev) : « […] qui t'a conduit à travers ce vaste et redoutable désert, plein de serpents venimeux (na'hash sharaf) et de scorpions. »
La plupart des historiens de la Bible considèrent que les seraphim bibliques sont dérivés des uraei égyptiens, ces cobras dotés d'ailes symbolisant la fonction protectrice.
D'autres rapprochent les seraphim du serpent aquatique des origines, le Léviathan, monstre d'origine babylonienne qui pourrait aussi s'appliquer au serpent de la Genèse.
Les premières traductions de la Bible hébraïque en grec traduisaient d'ailleurs le mot par « serpents ». Mais, progressivement, la référence aux serpents a été occultée, car les serpents ont une connotation négative dans le monde grec (on le voit dans le mythe de la Méduse et sa chevelure de serpents, qui faisait mourir d'effroi ceux qui la regardaient). C'est particulièrement vrai concernant le livre d'Isaïe, où les séraphins apparaissent volant au-dessus de Dieu. Au fil du temps, les séraphins ont été représentés comme des créatures ailées, souvent à forme humaine.

Les séraphins n'apparaissent explicitement et sous ce nom qu'une fois dans l'Ancien Testament, dans le livre d'Isaïe. Ce dernier  décrit sa vision en ces termes :
« Dans l’année où mourut le roi Ozias, moi, cependant, je vis le Seigneur, siégeant sur un trône haut et élevé, et les pans de son vêtement remplissaient le temple. Des séraphins se tenaient au-dessus de lui. Chacun avait six ailes. Avec deux il tenait sa face couverte, et avec deux il tenait ses pieds couverts, et avec deux il volait. Et celui-ci appelait celui-là et disait : « Saint, saint, saint est l'Éternel des armées. Toute la terre est pleine de sa gloire. » (Is 6:1-7)
Cette vision des séraphins par Isaïe peut être comparée cependant à celle des Vivants du char de Yahvé de la vision d’Ezéchiel (Ez 1:11), dont les êtres ne sont pas explicitement désignés comme séraphins :
« Leurs ailes étaient déployées vers le haut ; chacun avait deux ailes se joignant et deux ailes lui couvrant le corps ; et ils allaient chacun devant soi ; ils allaient où l'esprit les poussait, ils ne se tournaient pas en marchant. » (trad. Bible de Jérusalem)
On retrouve les Vivants dans l'Apocalypse (Ap 4:6-8).

Le grand théoricien de la hiérarchie céleste est le Pseudo-Denys l'Aréopagite. Dans la Hiérarchie céleste (vers 490), il écrit à propos des séraphins :
« En effet, leur mouvement éternel et incessant autour des réalités divines, la chaleur, la pénétration, le bouillonnement de cet éternel mouvement continu, ferme et stable, le pouvoir qu'ils ont d'élever énergiquement leurs subordonnés à leur propre ressemblance en les faisant bouillonner et en les enflammant de façon qu'ils atteignent à la même chaleur qu'eux-mêmes, leur vertu purificatrice semblable à celle de la foudre et de l'holocauste, leur propriété luminescente et éclairante qui ne se voile ni ne s'éteint et reste constamment identique à elle-même car elle fait disparaître tout ce qui est producteur d'obscures ténèbres, voilà ce que révèle le nom donné aux Séraphins. » (Hiérarchie céleste, chap. VII, « La hiérarchie supérieure »)
| L'Un                                               |                           |
| Les Séraphins Les Chérubins Les Trônes             | Hiérarchie céleste        |
| Les Dominations Les Vertus Les Puissances          | Hiérarchie céleste        |
| Les Principautés Les Archanges Les Anges           | Hiérarchie céleste        |
| L'Evêque Le Prêtre Le Diacre                       | Hiérarchie ecclésiastique |
| Les Moines Les Chrétiens baptisés Les Catéchumènes | Hiérarchie ecclésiastique |

## Commentaires
Si l'on considère l'existence d'une hiérarchie céleste, on peut supposer que les séraphins sont des créatures importantes dans les cieux, puisqu'ils servent autour du trône de Dieu. Les chérubins décrits dans la vision d’Ézéchiel correspondent à des coureurs qui accompagnaient le char céleste de Dieu (Éz 10:9-13). Le feu symbolise le passage à un état plus volatil, une mutation, le passage d'une étape.

## Iconographie
Dans l'iconographie chrétienne du Moyen Âge, les séraphins étaient représentés comme des anges dotés d'ailes rouges, contrairement aux chérubins dotés de quatre ailes bleues.

## Représentation islamique
Les séraphins sont mentionnés dans le voyage céleste de l'histoire de Mahomet. Par conséquent, ils ont eu un différend au sujet de la création de l'humanité. Dans le Coran, ils sont liés à la sourate 38:69 : « Je n'avais aucune connaissance de la cohorte sublime au moment où elle disputait. » Cependant, il n'y a pas de représentation canonique des séraphins ou de définition de l’ange qui leur appartiendrait exactement. Certaines traditions relient ces anges à ceux qui ont reçu l'ordre de se prosterner devant Adam, y compris Iblis et Gabriel.